# Andrena lepida
Andrena lepida är en biart som beskrevs av Schenck 1861. Andrena lepida ingår i släktet sandbin, och familjen grävbin. Inga underarter finns listade i Catalogue of Life.